# Селютино (Рамешковский район)
Селютино — деревня в Рамешковском районе Тверской области.

## География
Находится в восточной части Тверской области на расстоянии приблизительно 14 км на юг по прямой от районного центра поселка Рамешки.

## История
Упоминается с 1646—1647 годов как пустошь во владениях Московского Вознесенского девичьего монастыря. В 1859 году в казенной русской деревне Селютино было 13 дворов, в 1887 — 25 дворов. В советское время работали колхозы «Ударник», «Серп и Молот», им. Буденного и «Вперед». В 2001 году в деревне 1 дом постоянных жителей и 7 домов — собственность наследников и дачников. До 2021 входила в сельское поселение Застолбье Рамешковского района до их упразднения.

## Население
Численность населения: 129 человек (1859 год), 109 (1887), 3 (1989), 5 (русские 100 %) в 2002 году, 1 в 2010.